# USS Insurgent
USS Insurgent (fr. L’Insurgente) – 40-działowa drewniana fregata żaglowa typu Sémillante, zwodowana w 1793 roku, należąca do Francuskiej Marynarki Wojennej. Zdobyta przez Amerykanów w 1799 roku w trakcie tak zwanej „quasi-wojny” (niewypowiedzianego konfliktu morskiego pomiędzy Stanami Zjednoczonymi a I Republiką Francuską) i włączona do Marynarki Wojennej Stanów Zjednoczonych. Zaginęła na morzu na przełomie sierpnia i września 1800 roku.

## Historia
Francuska jednostka wojenna „L'Insurgente” została zaprojektowana przez Pierre-Josepha Pénétreau, zbudowana w Lorient i zwodowana 27 kwietnia 1793 roku.
Fregata „L'Insurgente” została przejęta przez statek US Navy USS „Constellation” pod dowództwem kapitana Thomasa Truxtona 9 lutego 1799 roku na Morzu Karaibskim w pobliżu wyspy Nevis po ponad godzinnej pogoni i pojedynku artyleryjskim. Załoga amerykańskiego okrętu wykazała się w tej potyczce wyjątkowymi umiejętnościami które zapisały się w annałach historii amerykańskiej marynarki wojennej. Było to pierwsze zwycięstwo zbudowanego w Ameryce okrętu wojennego. Po bitwie przechwycona fregata została naprawiona i przystosowana do służby w Indiach Zachodnich. Do maja 1799 roku płynęła pod dowództwem porucznika Johna Rogersa w towarzystwie „Constellation”.
W maju „Insurgent” został odwołany do Stanów Zjednoczonych, gdzie został zakupiony przez marynarkę wojenną za 84 500 dolarów. Po wstąpieniu do amerykańskiej marynarki wojennej, „Insurgent” wypłynął z Hampton Roads do Europy 14 sierpnia 1799 roku pod dowództwem kapitana Alexandra Murraya. Podczas rejsu po wodach europejskich zimą 1799-1800, fregata zdobyła francuski statek „Vendémiaire” i odbiła zdobyte wcześniej przez Francuzów amerykańskie okręty  „Margaret”, „Angora”, „Commerce” oraz „William and Mary”. W marcu 1800 roku „Insurgent” powrócił do Stanów Zjednoczonych przez Indie Zachodnie.

## Strata Okrętu
29 kwietnia 1800 roku dowództwo nad „Insurgent” objął Patrick Fletcher, któremu rozkazano patrolować szlaki morskie między Indiami Zachodnimi a wybrzeżem amerykańskim, broniąc amerykańskiej żeglugi i przejmując wszelkie wrogie jednostki. „Insurgent” opuścił Baltimore 22 lipca i wypłynął w pełne morze 8 sierpnia po krótkim postoju w Hampton Roads. Statek był wtedy widziany po raz ostatni, a jego dalsze losy są do dziś nieznane. Uważa się, że fregata jak i cała jej załoga przepadła podczas gwałtownej burzy, która nawiedziła Indie Zachodnie 20 września 1800 roku.